# Roman II.

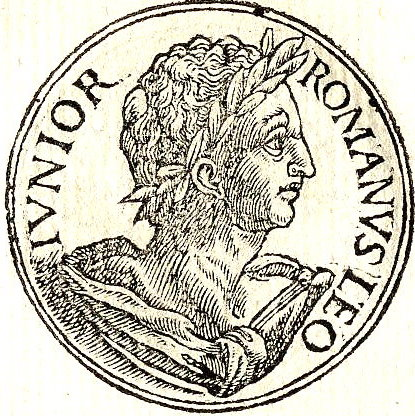
Mince s podobou Romana II.

Romanos II. (938–963) se stal po smrti svého otce Konstantina VII. v roce 959 ve věku dvaceti jedna let byzantským císařem. V roce 963 zemřel, patrně otráven svou ženou Theofano.

## Biografie

### Původ, mládí
Roman byl synem císaře Konstantina VII. a Heleny Lakapeny, dcery císaře Romana I. Pojmenován po svém dědovi, byl Roman ještě jako dítě oženěn s Berthou, dcerou italského krále Huga z Arles, jež přijala jméno Eudoxie. Po pádu Lakapenů učinil Konstantin VII. svého syna Romana spolucísařem.

### Manželství, potomci
Když Bertha v roce 949 zemřela (jejich manželství patrně nebylo konzumováno), získal Roman od svého otce slib, že si bude moci vybrat nevěstu sám. Romanova volba padla na dceru hostinského jménem Anastaso (později přijala nové jméno Theofano), s níž se v roce 956 oženil.
Z manželství Romana II. a Theofano vzešli tři potomci, dva synové a nejmladší dcera:
- Basileios II. Bulgaroktonos (asi 958 – 15. prosince 1025), v letech 976–1025 byzantský císař
- Konstantin VIII. (kolem 960 – 11. listopadu 1028), v letech 1025 až 1028 byzantský císař
- Anna Porfyrogennéta (13. března 963–1011), manželka ruského knížete Vladimíra I.

Je možné (ne však jisté), že jejich další dcerou byla
- Theofano (955/960 – 15. červen 991), jedna z nejznámějších středověkých královen a císařoven, manželka římsko-německého císaře Oty II. a matka Oty III.

### Vláda
V listopadu 959 po smrti svého otce nastoupil Roman na trůn. Prý tehdy kolovaly pověsti o tom, že Roman nebo jeho žena uspíšili Konstantinovu smrt pomocí jedu. Roman se brzy zbavil všech někdejších dvořanů a rádců svého otce a nahradil je svými přáteli nebo přáteli své ženy. Mezi osobami odsunutými z císařského paláce byla také císařova matka Helena a její dcery – všechny byly vykázány do kláštera. Pravda ovšem je, že mnozí z Romanem povolaných lidí byli schopní muži, včetně císařova komorníka (parakoimomenos), eunucha Iosefa Bringase.
Požitky milující panovník přenechal vojenské záležitosti svým zkušeným vojevůdcům, především bratrům Leonovi a Nikeforovi Fokům. Za jeho vlády započala velká ofenzíva proti islámu. V roce 960 byl Nikeforos Fokas vyslán ke znovudobytí Kréty na jejích tehdejších muslimských pánech. Po namáhavém tažení a devět měsíců trvajícím obléhání Candie Nikeforos v roce 961 úspěšně završil obnovení byzantské kontroly nad celým ostrovem. Poté, co v Konstantinopoli oslavil svůj triumf, byl Nikeforos poslán na východní hranici, kde dobyl Kilíkii a v roce 962 dokonce Aleppo. Mezitím Leon Fokas a Marianos Argyros odrazili nájezd Maďarů do byzantských provincií na Balkáně.

### Smrt

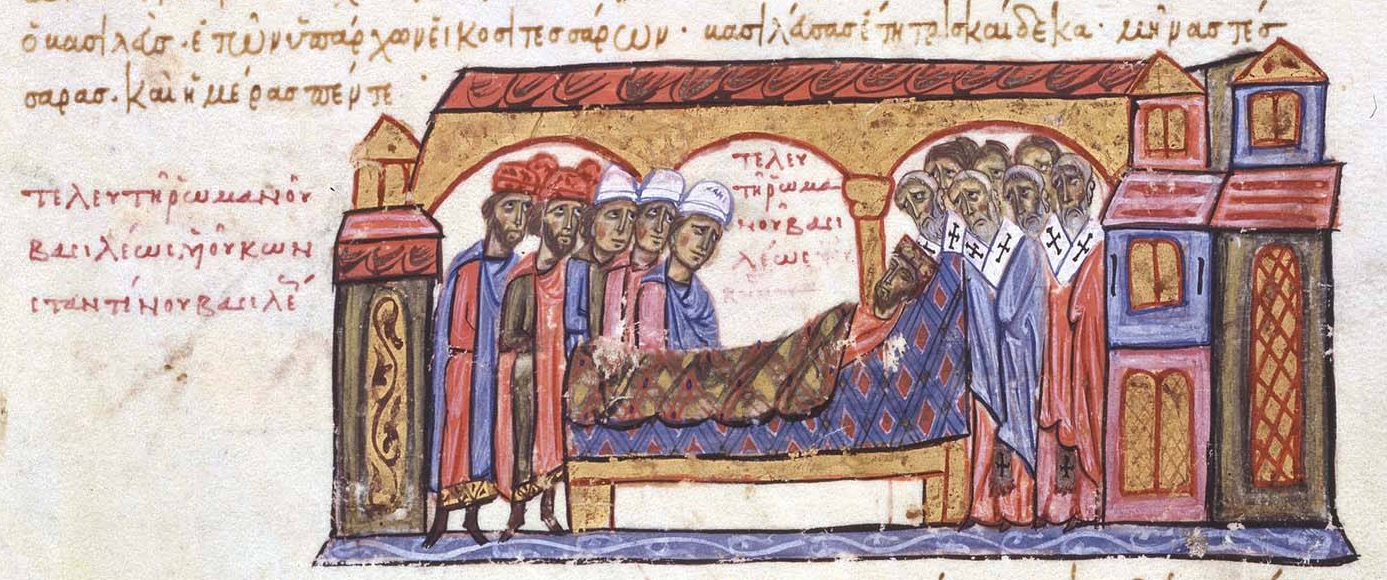
smrt Romana II.

V roce 963 po jedné dlouhé lovecké výpravě Roman II. onemocněl a krátce nato zemřel. Pověsti připisují jeho smrt jedu, který mu měla podat jeho manželka Theofano. Roman se během své vlády spoléhal na rady své ženy a úředníků jako byl Iosef Bringas a disponoval tak relativně zdatnou administrativou, což ale vyvolalo nelibost mezi magnáty, kteří měli značný vliv v armádě.
Po Romanově smrti vládla jménem jeho dvou nezletilých synů Theofano. Ta se však znovu provdala za generála Nikefora Foka a ten uzurpoval veškerou moc na sebe. Když byl Nikeforos za pomoci Theofano roku 969 zavražděn, vlády se zmocnil Jan I. Tzimiskes. Legitimní následníci trůnu, oba Romanovi synové, byli zatlačeni do pozadí. Teprve roku 976 se ve svých osmnácti letech vlády chopil prvorozený Basileios, jeho mladší bratr Konstantin bratr byl formálně spolucísařem.